# Phrynobatrachus ogoensis
Phrynobatrachus ogoensis là một loài ếch trong họ Petropedetidae.
Nó được tìm thấy ở Gabon và Liberia.
Các môi trường sống tự nhiên của chúng là đầm nước ngọt và đầm nước ngọt có nước theo mùa.